# Okres Chrzanów
Okres Chrzanów (polsky Powiat chrzanowski) je okres v polském Malopolském vojvodství. Rozlohu má 371,60 km² a v roce 2020 zde žilo 123 664 obyvatel. Sídlem správy okresu je město Chrzanów.

## Gminy
Městsko-vesnické:
- Alwernia
- Chrzanów
- Libiąż
- Trzebinia

Vesnické:
- Babice

## Města
- Alwernia
- Chrzanów
- Libiąż
- Trzebinia

## Sousední okresy
| Růžice kompasu |                | Olkusz   |        | Růžice kompasu |
| Růžice kompasu |                | Sever    | Krakov | Růžice kompasu |
| Růžice kompasu | Okres Chrzanów |          | Krakov | Růžice kompasu |
| Růžice kompasu | Jih            |          | Krakov | Růžice kompasu |
| Růžice kompasu | Osvětim        | Wadowice |        | Růžice kompasu |